# Almașu Sec
Almașu Sec – wieś w Rumunii, w okręgu Hunedoara, w gminie Cârjiți. W 2011 roku liczyła 162 mieszkańców.